# 塩屋駅 (兵庫県)
塩屋駅（しおやえき）は、兵庫県神戸市垂水区塩屋町一丁目にある、西日本旅客鉄道（JR西日本）山陽本線の駅である。駅番号はJR-A69。「JR神戸線」の愛称区間に含まれている。

## 歴史
- 1896年（明治29年）7月1日：山陽鉄道塩屋仮停車場として、須磨駅 - 垂水駅間に新設開業[1][2]。旅客・貨物取扱開始[2]。
- 1906年（明治39年）12月1日：山陽鉄道国有化により官設鉄道に移管[2]。同時に塩屋駅に昇格[1][2]。
- 1909年（明治42年）10月12日：線路名称制定。山陽本線所属となる。
- 1934年（昭和9年）9月20日：須磨駅 - 明石駅間で電気運転を開始。
- 1943年（昭和18年）10月1日：貨物取扱廃止[2]。
- 1963年（昭和38年）
  - 7月：駅舎改築[1]。
  - 9月10日：荷物扱い廃止[2]。
- 1987年（昭和62年）4月1日：国鉄分割民営化により、西日本旅客鉄道（JR西日本）の駅となる[2]。
- 1988年（昭和63年）3月13日：路線愛称制定により、「JR神戸線」の愛称を使用開始。
- 1995年（平成7年）
  - 1月17日：阪神・淡路大震災により営業休止。
  - 1月23日：須磨駅 - 西明石駅間の復旧により、営業再開。
- 1997年（平成9年）
  - 3月8日：JR神戸線標準接近メロディ「さざなみ」導入[3]。
  - 11月6日：自動改札機を設置し、供用開始[4]。
- 2002年（平成14年）7月29日：JR京都・神戸線運行管理システム導入[5]。
- 2003年（平成15年）11月1日：ICカード「ICOCA」の利用が可能となる。
- 2015年（平成27年）3月12日：入線警告音の見直しに伴い、接近メロディをJR神戸線標準接近メロディ「さざなみ」の音質見直し版に再び変更する[6]。
- 2018年（平成30年）3月17日：駅ナンバリングが導入され、使用を開始する[7]。
- 2022年（令和4年）6月30日：この日をもってみどりの窓口の営業を終了[8][9]。

## 駅構造
電車線のみに相対式ホーム2面2線を有する橋上駅。分岐器や絶対信号機を有さないため、停留所に分類される。ホームにつながる階段は、2番のりば（上り方面ホーム）に2つ、1番のりば（下り方面ホーム）に1つ設置されている。自動改札機は3台設置されている。2012年8月6日に当駅のホームにエレベーターが設置された。
JR西日本交通サービスによる業務委託駅であり一部時間帯は無人となる。また、アーバンネットワークエリアに属し、ICOCA利用可能駅（相互利用可能ICカードはICOCAの項を参照）。

### のりば
| のりば | 路線     | 方向 | 行先                   |
| ------ | -------- | ---- | ---------------------- |
| 1      | JR神戸線 | 下り | 西明石・姫路方面       |
| 2      | JR神戸線 | 上り | 三ノ宮・尼崎・大阪方面 |

- 上表の路線名は旅客案内上の名称（愛称）で表記している。

ギャラリー
- ホームの様子
- 塩屋駅（左）と隣接する
山陽塩屋駅（右）
- 塩屋駅南側の歩道橋より。周辺区間は海沿いを国道2号と並走している。

## ダイヤ
日中時間帯は1時間に4本が停車する。朝夕は本数が多くなる。
| 本数   | 路線（西方向）                               | 系統・種別 | 路線（東方向）                                                     | 本数   | 備考 |
| ------ | -------------------------------------------- | ---------- | ------------------------------------------------------------------ | ------ | ---- |
| 4本/時 | 加古川・西明石－明石－朝霧－舞子－垂水－塩屋 | 普通       | 塩屋－須磨－須磨海浜公園－鷹取－新長田－兵庫－・・・－高槻・四条畷 | 4本/時 |      |

## 利用状況
「兵庫県統計書」によると、2022年（令和4年）度の1日平均乗車人員は5,394人である。
近年の1日平均乗車人員は以下の通り。
| 年度   | 1日平均 乗車人員 |
| ------ | ---------------- |
| 1999年 | 6,868            |
| 2000年 | 6,932            |
| 2001年 | 6,725            |
| 2002年 | 6,671            |
| 2003年 | 6,658            |
| 2004年 | 6,655            |
| 2005年 | 6,682            |
| 2006年 | 6,773            |
| 2007年 | 6,884            |
| 2008年 | 6,996            |
| 2009年 | 7,063            |
| 2010年 | 7,047            |
| 2011年 | 6,991            |
| 2012年 | 6,998            |
| 2013年 | 7,136            |
| 2014年 | 6,853            |
| 2015年 | 6,834            |
| 2016年 | 6,877            |
| 2017年 | 6,794            |
| 2018年 | 6,685            |
| 2019年 | 6,640            |
| 2020年 | 5,452            |
| 2021年 | 5,321            |
| 2022年 | 5,394            |

## 駅周辺
塩屋駅の南側は歩道橋を降りると国道2号線に接する。一方北側は閑静な住宅街が広がる。第二次世界大戦中、垂水区（特に塩屋駅周辺）は大規模な空襲を受けず、現在も駅周辺は戦前からの古い住宅も残る。塩屋町6丁目周辺は、神戸港の開港時に多くの西欧人が海と山の迫った風光を愛したとされる、「第2の北野町」とも言われた外国人居留地。
- 山陽塩屋駅（山陽電気鉄道本線）[1]
- ジェームス山[1]
- 鉢伏山
- 塩屋若宮神社
- 安養寺
- 塩屋駅前商店街
- 神戸市立塩屋小学校
- 関西聖書神学校
- 播州信用金庫垂水支店
- 神戸信用金庫塩屋支店
- コープこうべ コープミニ塩屋
- ECCベストワン塩屋駅前校
- フィッシングマックス 垂水店
- 神戸塩屋郵便局
- 塩屋保育園
- 塩屋児童館

## バス路線
駅前から塩屋地区のコミュニティバス「しおかぜ」が運行している。日曜・祝日の全便及び土曜の夜便は運休。
- 昼便（8の字型の巡回運行）
  - 塩屋北町・塩屋北福祉センター・イオンジェームス山店・マルアイジェームス山店方面
- 夜便（片道運行）
- 西ルート（アリビオ塩屋・塩屋北小学校・向井）
- 東ルート（塩屋台・塩屋北小学校）

## 隣の駅
西日本旅客鉄道（JR西日本）
 JR神戸線（山陽本線）
■新快速・■快速
通過
■普通（JR東西線・学研都市線内で区間快速となる列車を含む）
須磨駅 (JR-A68) - 塩屋駅 (JR-A69)  - 垂水駅 (JR-A70)